# 高知銀行
株式会社高知銀行（こうちぎんこう）は、高知県高知市に本店を置く第二地方銀行。通称は「こうぎん」。

## 店舗展開
本店をおく高知県内のほか、徳島（徳島・阿南・池田）・香川（高松）・愛媛（松山・今治・新居浜・八幡浜・宇和島・城辺）の四国島内3県に加え、岡山県（岡山）、大阪府（大阪）、東京都（東京）に店舗を有する。
（かっこ内の地名は店舗名）
土佐清水市・大豊町・奈半利町・梼原町の指定金融機関。

## 公的資金の注入
2009年、金融庁は金融機能強化法に基づく公的資金の注入を実施し、公的資金注入行となった。

## 沿革
- 1930年（昭和5年）1月20日 - 「高知無尽株式会社」設立する。
- 1931年（昭和6年）7月15日 - 本店を高知市種崎町14番地の2から同市本町375番地に移転。
- 1936年（昭和11年）1月20日 - 本店を高知市本町316番地2に移転。
- 1951年（昭和26年）10月18日 - 商号を「株式会社高知相互銀行」に変更する。
- 1960年（昭和35年）10月10日 - 本店を高知市堺町36番地に移転する。
- 1976年（昭和51年）3月 - 外国為替業務を開始する。
- 1977年（昭和52年）6月 - 財団法人高銀地域経済振興財団を設立する。
- 1989年（平成元年）2月 - 商号を「株式会社高知銀行」に変更、普通銀行に転換する。
- 2006年（平成18年）3月 - 東京証券取引所第二部に上場する。
- 2009年（平成21年）1月 - 勘定系システムをNEXTBASEに移行[4]。
- 2013年（平成25年）11月 - 同月20日付で東京証券取引所第一部に指定替え[5][6]。これにより、四国島内の地銀・第二地銀8行すべてが東証1部への上場を果たした。
- 2016年（平成28年）
  - 3月3日 - 南日本銀行、東山口信用金庫などとともに包括連携協定を締結[7][8]。
  - 4月1日 - 地域経済活性化支援機構とともに「こうぎん地域協働ファンド」を設立[9]。
- 2021年（令和3年）
  - 4月19日 - ローソン銀行の「即時口座決済サービス」に参加。これにより、ローソン銀行ATMで高知銀行の口座から「au PAY」にチャージができるようになる[10][11]。

## 関係会社

### 連結子会社
- 株式会社高銀ビジネス
- オーシャンリース株式会社
- 株式会社高知カード

## 関連財団
- 一般財団法人高銀地域経済振興財団

## ギャラリー

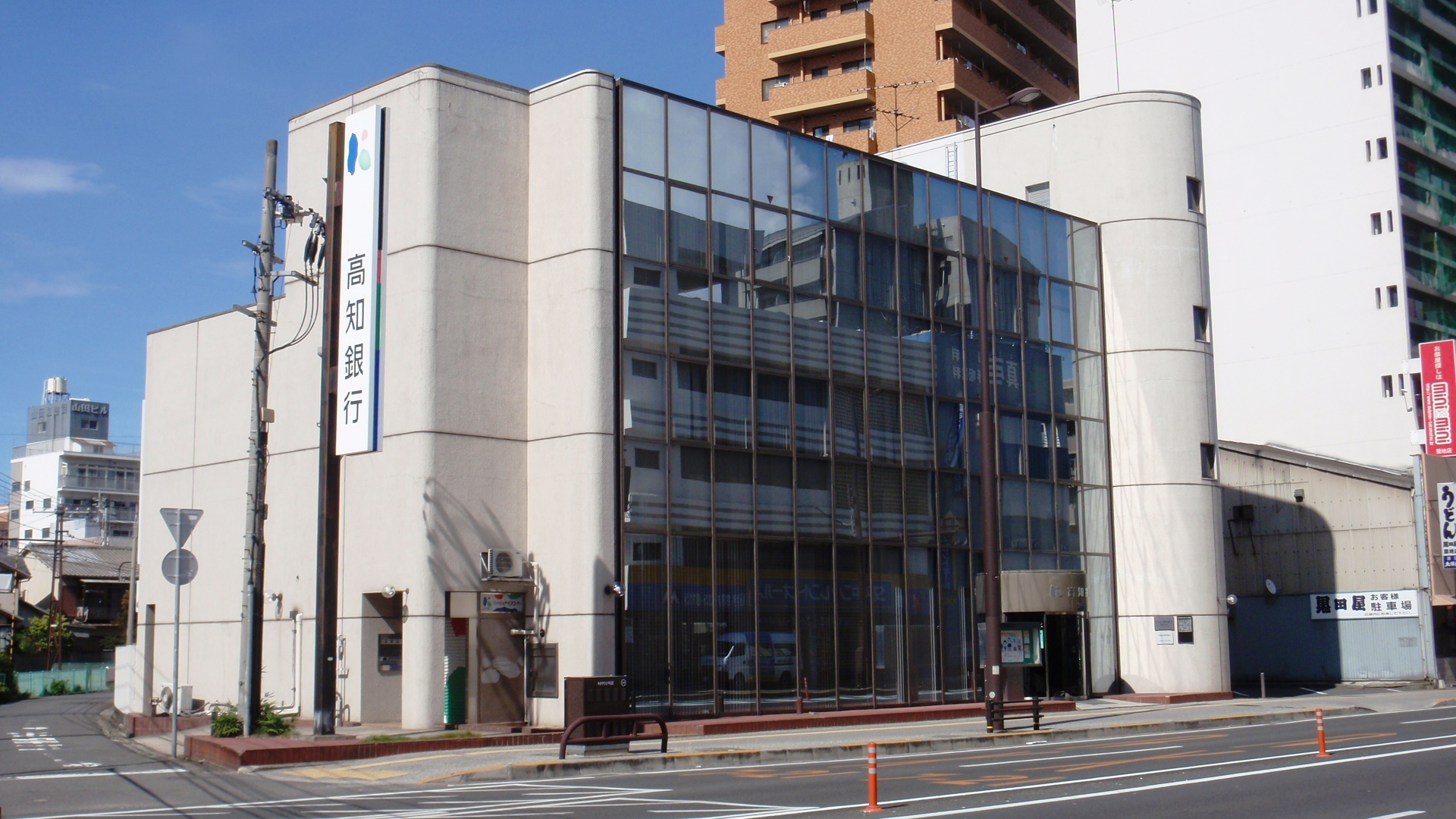
高松支店 （高松市築地町）